# Bernard Housset
Bernard Marie Fernand Housset (Saint-Jean-Pied-de-Port, 1º giugno 1940) è un vescovo cattolico francese, dal 9 marzo 2016 vescovo emerito di La Rochelle.

## Biografia
Bernard Housset nasce a Saint-Jean-Pied-de-Port, nel dipartimento dei Pirenei Atlantici, nel 1940.

### Formazione e ministero sacerdotale
Entrato al Grand Séminaire di Bayonne, Housset ha completato la sua formazione presso l'Institut Catolique di Tolosa, dove ha conseguito la laurea in teologia.
È stato ordinato sacerdote il 29 giugno 1965, ed incardinato presso la diocesi di Bayonne.
Dopo un primo ministero parrocchiale a Bayonne, diviene per due anni direttore del seminario maggiore di Bayonne. In seguito, ricevette un ministero parrocchiale a Pau ad altre responsabilità pastorali: cappellano delle scuole normali di Pau, cappellano diocesano dell'Azione cattolica degli ambienti indipendenti, cappellano diocesano della pastorale familiare ed anche cappellano diocesano degli scout di Francia.
Seguì poi padre François Varillon, di cui raccolse e trascrisse le lezioni. La loro pubblicazione nel 1981, dal titolo Gioia di credere, gioia di vivere, ebbe un grande successo.
Nel 1982 è stato nominato segretario nazionale per la pastorale familiare in seno alla Conferenza episcopale francese, poi nel 1987 vice-segretario generale per l'apostolato dei laici. Nel 1993 è tornato nella sua diocesi come parroco a Pau.

### Ministero episcopale
Il 17 maggio 1996 papa Giovanni Paolo II lo nomina vescovo di Montauban. Riceve la consacrazione episcopale il 15 settembre successivo nella cattedrale di Montauban dalle mani dell'arcivescovo Joseph Duval, arcivescovo metropolita di Rouen, co-consacranti il vescovo Jacques de Saint-Blanquat, vescovo emerito di Montauban, e l'arcivescovo André Charles Collini, arcivescovo metropolita di Tolosa. Durante la stessa celebrazione prende possesso della diocesi. 
Nel gennaio 2004 compie la visita ad limina.
Il 28 novembre 2006 papa Benedetto XVI lo trasferisce alla sede di La Rochelle.
Nel settembre 2012 compie nuovamente la visita ad limina.
Il 9 marzo 2016 papa Francesco accetta la sua rinuncia per limiti di età, nominando suo successore Georges Colomb.

## Genealogia episcopale
La genealogia episcopale è:
- Cardinale Guillaume d'Estouteville, O.S.B.Clun.
- Papa Sisto IV
- Papa Giulio II
- Cardinale Raffaele Sansone Riario
- Papa Leone X
- Papa Paolo III
- Cardinale Francesco Pisani
- Cardinale Alfonso Gesualdo di Conza
- Papa Clemente VIII
- Cardinale Pietro Aldobrandini
- Cardinale Laudivio Zacchia
- Cardinale Antonio Barberini, O.F.M.Cap.
- Cardinale Nicolò Guidi di Bagno
- Arcivescovo François de Harlay de Champvallon
- Cardinale Louis-Antoine de Noailles
- Vescovo Jean-François Salgues de Valderies de Lescure
- Arcivescovo Louis-Jacques Chapt de Rastignac
- Arcivescovo Christophe de Beaumont du Repaire
- Cardinale César-Guillaume de la Luzerne
- Arcivescovo Gabriel Cortois de Pressigny
- Arcivescovo Hyacinthe-Louis de Quélen
- Vescovo Louis-Charles Féron
- Vescovo Pierre-Alfred Grimardias
- Cardinale Guillaume-Marie-Romain Sourrieu
- Cardinale Léon-Adolphe Amette
- Arcivescovo Benjamin-Octave Roland-Gosselin
- Cardinale Paul-Marie-André Richaud
- Cardinale Paul Joseph Marie Gouyon
- Arcivescovo Joseph Marie Louis Duval
- Vescovo Bernard Marie Fernand Housset